# Wilden
Wilden är en civil parish i Storbritannien.   Den ligger i kommunen Borough of Bedford i  riksdelen England, i den sydöstra delen av landet, 80 km norr om huvudstaden London.